# フォーチュン数
フォーチュン数（フォーチュンすう、英: Fortunate number）は、ある自然数 n に対して、pn# + m が素数となるような最小の整数 m （ただし 1<m）のことである（pn# は素数階乗）。レオ・フォーチュンに因む。
例として、7番目のフォーチュン数を算出する。始めに最初の7つの素数の積 p7# = 510510 (=2×3×5×7×11×13×17) を考える。510510 に 2 を加えると偶数になり、3 を加えると3の倍数となる。18 までの全ての自然数は除外され、そして 19 を加えた 510529 は素数となる。よって 19 はフォーチュン数である。n 番目のフォーチュン数は、常に n 番目の素数 pn を上回る。
フォーチュン数は以下のように続く。
3, 5, 7, 13, 23, 17, 19, 23, 37, 61, 67, 61, 71, 47, 107, 59, 61, 109, ... （オンライン整数列大辞典の数列 A005235）.
フォーチュン数を整列し重複を除くと、
3, 5, 7, 13, 17, 19, 23, 37, 47, 59, 61, 67, 71, 79, 89, 101, 103, 107, 109, 127, 151, 157, 163, 167, 191, 197, 199, ... （A046066）.
人類学者レオ・フォーチュンは、すべてのフォーチュン数は素数であると予想した。フォーチュン素数は、素数であるフォーチュン数のことである。2009年現在、すべての既知のフォーチュン数はフォーチュン素数である。

## 参考
- Chris Caldwell, "The Prime Glossary: Fortunate number" at the Prime Pages.
- Weisstein, Eric W. "Fortunate Prime". mathworld.wolfram.com (英語).
- ウェルズ, デイビット 著、伊知地宏, さかいなおみ 訳『プライムナンバーズ: 魅惑的で楽しい素数の事典』O'Reilly Japan、2008年、122頁。ISBN 9784873113807。